# Liudmila Aksionova
Liudmila Aksionova (rus: Людмила Васильевна Аксёнова)  (Sebastòpol, 23 d'abril de 1947) va ser una atleta ucraïnesa, especialista en els 400 metres, que va competir sota bandera soviètica durant la dècada de 1970.
El 1976 va prendre part en els Jocs Olímpics de Mont-real, on disputà dues proves del programa d'atletisme. Guanyà la medalla de bronze en els 4x400 metres relleus, formant equip amb Inta Kļimoviča, Natalya Sokolova i Nadejda Ilyina. En els 400 metres quedà eliminada en semifinals.
En el seu palmarès també destaquen tres medalles d'or al Campionat d'Europa d'atletisme en pista coberta, dues el 1971 i una el 1975. El 1976 guanyà el títol nacional dels 400 metres.

## Millors marques
- 400 metres. 51.27" (1976)[1][2]